# Анти- і син- положення
Анти- і син- положення — в органічній хімії син- і анти- положення є різними способами, за допомогою яких два замісника можуть бути додані до подвійного або потрійного хімічного зв'язку.
При стереохімічних описах анти- відноситься до положень на протилежній стороні даної площини, син — до тих, що з однієї сторони (в реакціях приєднання до кратних зв'язків, елімінування з утворенням олефінів). Два замісники при атомах, що сполучені простим зв'язком, знаходяться в анти- положенні, якщо торсійний кут між зв'язками цих замісників є більшим 90°, а в син-положенні — якщо він менший 90°.

## Інтернет-ресурси
- endo, exo, syn, anti / IUPAC [Архівовано 25 січня 2021 у Wayback Machine.]